# Efecte Thomson
L'efecte Thomson, descobert per Willian Thomson (Lord Kelvin), descriu la relació entre un corrent elèctric, o una tensió elèctrica, i el flux de calor, o un gradient tèrmic, dins d'un material conductor.
El 1851 Thomson va demostrar que els efectes Seebeck i Peltier estan relacionats: un material sotmès a un gradient tèrmic i recorregut per un corrent elèctric intercanvia calor amb el medi exterior. De manera recíproca, un material sotmès a un gradient tèrmic i recorregut per un flux de calor, genera un corrent elèctric.

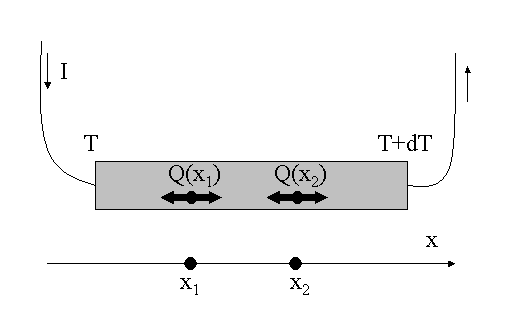
Esquema que il·lustra l'efecte Thomson

L'efecte Thomson es manifesta quan són presents de manera simultània un gradient de temperatura T i un corrent elèctric I. Llavors hi ha una generació, emissió o absorció, de calor Q en tots els segments del material presos individualment. El gradient de flux tèrmic degut a l'efecte Thomson dins dels materials ve determinat per:
{\displaystyle {\frac {dQ(x)}{dx}}=I.\tau .{\frac {dT(x)}{dx}}\,}
- dT(x)/dx és el gradient de temperatura.
- τ és el coeficient Thomson.
- x és la coordenada espacial (vegeu esquema)

També existeix un terme degut a l'efecte Joule {\displaystyle Q=\rho J^{2}} on ρ és la resistivitat elèctrica i J la densitat del corrent, però dQ(Joule)/dx és nul si el material és homogeni o, cosa que és el mateix, ρ és independent de x.
Els coeficients Peltier Π i Seebeck S estan relacionats amb el coeficient de Thomson τ per les equacions de Kelvin:
- {\displaystyle \Pi =ST\,}

i
- {\displaystyle \tau =T{\frac {dS}{dT}}\,}

Aquesta darrera relació ens indica que l'efecte Thomson no es presentarà més que als materials per als quals el coeficient de Seebeck depèn significativament de la temperatura. En efecte, si S és independent de la temperatura, llavors {\displaystyle {\frac {dS}{dT}}=0}. Així tenim, per exemple, que l'efecte Thomson és negligible en el cas del plom, atès que el seu coeficient de Seebeck és gairebé independent de la temperatura.
En metalls com el zinc o el coure hi ha una emissió d'energia (efecte Thomson positiu), mentre en metalls com el cobalt, el níquel o el ferro hi ha una absorció d'energia (efecte Thomson negatiu].